# Canton d'Épernon
Le canton d'Épernon est une circonscription électorale française du département d'Eure-et-Loir créé par le décret du 24 février 2014 et entrée en vigueur lors des élections départementales de 2015.

## Histoire
Un nouveau découpage territorial d'Eure-et-Loir entre en vigueur à l'occasion des élections départementales de mars 2015, défini par le décret du 24 février 2014, en application des lois du 17 mai 2013 (loi organique 2013-402 et loi 2013-403). Les conseillers départementaux sont, à compter de ces élections, élus au scrutin majoritaire binominal mixte. Les électeurs de chaque canton élisent au Conseil départemental, nouvelle appellation du Conseil général, deux membres de sexe différent, qui se présentent en binôme de candidats. Les conseillers départementaux sont élus pour 6 ans au scrutin binominal majoritaire à deux tours, l'accès au second tour nécessitant 12,5 % des inscrits au 1er tour. En outre la totalité des conseillers départementaux est renouvelée. Ce nouveau mode de scrutin nécessite un redécoupage des cantons dont le nombre est divisé par deux avec arrondi à l'unité impaire supérieure si ce nombre n'est pas entier impair, assorti de conditions de seuils minimaux. Dans l'Eure-et-Loir, le nombre de cantons passe ainsi de 29 à 15.
Le canton d'Épernon est formé de communes des anciens cantons de Maintenon (13 communes), de Nogent-le-Roi (10 communes). Avec ce redécoupage administratif, le territoire du canton s'affranchit des limites d'arrondissements, avec 13 communes incluses dans l'arrondissement de Chartres et 10 dans l'arrondissement de Dreux. Le bureau centralisateur est situé à Épernon.

## Représentation
| Période élective | Période élective | Mandat | Mandat   | Identité        | Nuance | Nuance | Qualité                                                             |
| ---------------- | ---------------- | ------ | -------- | --------------- | ------ | ------ | ------------------------------------------------------------------- |
| 2015             | 2021             | 2015   | 2021     | Anne Bracco     |        | LR     | Maire de Gas Vice-présidente du conseil départemental               |
| 2015             | 2021             | 2015   | 2021     | Jean-Noël Marie |        | LR     | Chef d'entreprise Maire de Coulombs                                 |
| 2021             | 2028             | 2021   | en cours | Anne Bracco     |        | LR     | Conseillère sortante, 4ème Vice-Présidente du conseil départemental |
| 2021             | 2028             | 2021   | en cours | Jean-Noël Marie |        | LR     | Conseiller sortant                                                  |

### Résultats détaillés

#### Élections de mars 2015
À l'issue du 1er tour des élections départementales de 2015, deux binômes sont en ballottage : Anne Bracco et Jean-Noël Marie (UMP, 24,52 %) et Marie-Claire Chabot et Jean-Pierre Schmitt (FN, 24,36 %). Le taux de participation est de 47,71 % (11 782 votants sur 24 694 inscrits) contre 48,57 % au niveau départemental et 50,17 % au niveau national.
Au second tour, Anne Bracco et Jean-Noël Marie (UMP) sont élus avec 68,87 % des suffrages exprimés et un taux de participation de 47,59 % (7 127 voix pour 11 749 votants et 24 689 inscrits).

#### Élections de juin 2021
Le premier tour des élections départementales de 2021 est marqué par un très faible taux de participation (33,26 % au niveau national). Dans le canton d'Épernon, ce taux de participation est de 32,14 % (8 027 votants sur 24 977 inscrits) contre 32,03 % au niveau départemental. À l'issue de ce premier tour, deux binômes sont en ballottage : Anne Bracco et Jean-Noël Marie (DVD, 43,73 %) et Emilie Beuvard et Philippe Leroy (RN, 21,73 %).
Le second tour des élections est marqué une nouvelle fois par une abstention massive équivalente au premier tour. Les taux de participation sont de 34,36 % au niveau national, 32,5 % dans le département et 32,52 % dans le canton d'Épernon. Anne Bracco et Jean-Noël Marie (DVD) sont élus avec 73,61 % des suffrages exprimés (5 424 voix pour 8 125 votants et 24 981 inscrits),,.

## Composition
Le canton d'Épernon comprend vingt-trois communes entières.
| Nom                             | Code Insee | Intercommunalité                          | Superficie (km2) | Population (dernière pop. légale) | Densité (hab./km2) | Modifier                                    |
| ------------------------------- | ---------- | ----------------------------------------- | ---------------- | --------------------------------- | ------------------ | ------------------------------------------- |
| Épernon (bureau centralisateur) | 28140      | CC des Portes Euréliennes d'Île-de-France | 6,45             | 5 509 (2022)                      | 854                | modifier les données · modifier les données |
| Bouglainval                     | 28052      | CA Chartres Métropole                     | 14,20            | 737 (2022)                        | 52                 | modifier les données · modifier les données |
| Chartainvilliers                | 28084      | CA Chartres Métropole                     | 9,07             | 665 (2022)                        | 73                 | modifier les données · modifier les données |
| Coulombs                        | 28113      | CC des Portes Euréliennes d'Île-de-France | 12,48            | 1 371 (2022)                      | 110                | modifier les données · modifier les données |
| Droue-sur-Drouette              | 28135      | CC des Portes Euréliennes d'Île-de-France | 5,26             | 1 204 (2022)                      | 229                | modifier les données · modifier les données |
| Faverolles                      | 28146      | CC des Portes Euréliennes d'Île-de-France | 9,94             | 818 (2022)                        | 82                 | modifier les données · modifier les données |
| Gas                             | 28172      | CC des Portes Euréliennes d'Île-de-France | 11,97            | 730 (2022)                        | 61                 | modifier les données · modifier les données |
| Hanches                         | 28191      | CC des Portes Euréliennes d'Île-de-France | 16,04            | 2 710 (2022)                      | 169                | modifier les données · modifier les données |
| Houx                            | 28195      | CA Chartres Métropole                     | 6,24             | 750 (2022)                        | 120                | modifier les données · modifier les données |
| Lormaye                         | 28213      | CC des Portes Euréliennes d'Île-de-France | 1,43             | 683 (2022)                        | 478                | modifier les données · modifier les données |
| Maintenon                       | 28227      | CA Chartres Métropole                     | 11,44            | 4 532 (2022)                      | 396                | modifier les données · modifier les données |
| Mévoisins                       | 28249      | CC des Portes Euréliennes d'Île-de-France | 4,28             | 622 (2022)                        | 145                | modifier les données · modifier les données |
| Néron                           | 28275      | CC des Portes Euréliennes d'Île-de-France | 19,04            | 699 (2022)                        | 37                 | modifier les données · modifier les données |
| Nogent-le-Roi                   | 28279      | CC des Portes Euréliennes d'Île-de-France | 13,01            | 4 023 (2022)                      | 309                | modifier les données · modifier les données |
| Pierres                         | 28298      | CC des Portes Euréliennes d'Île-de-France | 10,41            | 2 792 (2022)                      | 268                | modifier les données · modifier les données |
| Les Pinthières                  | 28299      | CC des Portes Euréliennes d'Île-de-France | 4,01             | 164 (2022)                        | 41                 | modifier les données · modifier les données |
| Saint-Laurent-la-Gâtine         | 28343      | CC des Portes Euréliennes d'Île-de-France | 6,95             | 463 (2022)                        | 67                 | modifier les données · modifier les données |
| Saint-Lucien                    | 28349      | CC des Portes Euréliennes d'Île-de-France | 8,71             | 278 (2022)                        | 32                 | modifier les données · modifier les données |
| Saint-Martin-de-Nigelles        | 28352      | CC des Portes Euréliennes d'Île-de-France | 12,31            | 1 581 (2022)                      | 128                | modifier les données · modifier les données |
| Saint-Piat                      | 28357      | CC des Portes Euréliennes d'Île-de-France | 11,29            | 1 121 (2022)                      | 99                 | modifier les données · modifier les données |
| Senantes                        | 28372      | CC des Portes Euréliennes d'Île-de-France | 7,57             | 537 (2022)                        | 71                 | modifier les données · modifier les données |
| Soulaires                       | 28379      | CC des Portes Euréliennes d'Île-de-France | 5,87             | 474 (2022)                        | 81                 | modifier les données · modifier les données |
| Villiers-le-Morhier             | 28417      | CC des Portes Euréliennes d'Île-de-France | 10,39            | 1 359 (2022)                      | 131                | modifier les données · modifier les données |
| Canton d'Épernon                | 2810       |                                           | 218,36           | 33 822 (2022)                     | 155                | modifier les données                        |

## Démographie
En 2022, le canton comptait 33 822 habitants, en évolution de +0,26 % par rapport à 2016 (Eure-et-Loir : −0,23 %, France hors Mayotte : +2,11 %).
| 2013   | 2018   | 2022   |
| ------ | ------ | ------ |
| 34 056 | 33 727 | 33 822 |